# Сырбу, Марьян
Марьян Сырбу (рум. Marian Sîrbu; 29 января 1976, Брэила) — румынский гребец-байдарочник, выступал за сборную Румынии в конце 1990-х — начале 2000-х годов. Участник летних Олимпийских игр в Сиднее, бронзовый призёр чемпионатов мира и Европы, победитель многих регат национального и международного значения.

## Биография
Марьян Сырбу родился 29 января 1976 года в городе Брэила.
Первого серьёзного успеха на взрослом международном уровне добился в 1999 году, когда попал в основной состав румынской национальной сборной и побывал на чемпионате Европы в хорватском Загребе, откуда привёз награду бронзового достоинства, выигранную в зачёте четырёхместных байдарок на дистанции 500 метров. Кроме того, в этом сезоне выступил на чемпионате мира в Милане, где стал бронзовым призёром в четвёрках на дистанции 1000 метров.
Благодаря череде удачных выступлений Сырбу удостоился права защищать честь страны на летних Олимпийских играх 2000 года в Сиднее. Стартовал здесь в программе четвёрок на тысяче метрах совместно с такими гребцами как Василе Курузан, Сорин Петку и Ромикэ Шербан — в итоге сумел дойти лишь до стадии полуфиналов, где финишировал шестым. Вскоре по окончании этих соревнований принял решение завершить карьеру профессионального спортсмена, уступив место в сборной молодым румынским гребцам.